# Ninja Gaiden
Ninja Gaiden (wydana także jako Ninja Ryūkenden, Ninja Ryuukenden, Shadow Warriors) – japońska gra akcji, wyprodukowana przez Tecmo. Gra została wydana przez Tecmo, Tec Toy, Sega, Hudson Soft, Microsoft Game Studios i Hi-Tech Expressions latach 1988–1989, 1991–1992, 2004, 2007, 2009. Ninja Gaiden pojawił się także na NES Classic Edition.

## Fabuła
Ryu Hayabusa jest młodym wojownikiem z klanu Dragon Ninja. Przyjechał on do Stanów Zjednoczonych, by pomścić zamordowanego ojca. Ojcu udało się wysłać do Hayabusa informację o tajemniczym i potężnym mieczu, który znajduje się w posiadaniu wroga. Ryu musi odzyskać miecz, by zakończyć swoją misję.

## Rozgrywka
Producenci przygotowali sześć etapów gry, które zostały podzielone na mniejsze zadania. Każda plansza jest rozgrywana w innym mieście.

## Odbiór gry
Gra zadebiutowała na trzecim miejscu na notowaniu Top 30 w lipcu-sierpniu i utrzymała tę pozycję przez wrzesień-październik w 1989 roku prowadzonym przez Nintendo Power. Gra otrzymała nagrodę w kategorii Nintendo Power Awards '89 i była nominowana w kategoriach Best Graphics and Sound, Best Challenge, Best Theme, Fun, Best Character (Ryu Hayabusa), Best Ending i Best Overall. Ninja Gaiden znalazła się na pierwszym miejscu w Top Ten Video Games prowadzonym przez Electronic Gaming Monthly.

## Remake
2 marca 2004 roku został wydany remake pod tym samym tytułem.